# Nick Nuyens
Nick Nuyens (Lier, 5 mei 1980) is een Belgisch voormalig wielrenner. Nadat hij een half jaar stage had gelopen bij Domo-Farm Frites, werd hij in 2003 prof bij Quick Step. Vanaf 2007 reed hij eerst twee jaar voor Cofidis, daarna voor Rabobank. In 2011 en 2012 kwam Nuyens uit voor Saxo Bank-Sungard. De twee seizoenen erna reed hij in het tenue van Garmin Sharp. Hij besloot zijn carrière te beëindigen in 2015, nadat hij door een heupbreuk niet opnieuw op niveau geraakte.

## Wielerloopbaan
Nuyens brak in september 2004 door toen hij in een tijdsspanne van acht dagen zowel Parijs-Brussel, de Grote Prijs van Wallonië als GP Prato wist te winnen. Eerder dat jaar had hij al de Ster Elektrotoer gewonnen. In 2005 won hij de Omloop Het Volk en een jaar later Kuurne-Brussel-Kuurne. Nuyens werd in de Ronde van Vlaanderen 2008 tweede achter Stijn Devolder. Zijn periode bij Rabobank verliep minder, hij wist er enkel de GP van Wallonië en twee andere, bescheiden wedstrijden te winnen.
Toen bekend raakte dat Matti Breschel en Fabian Cancellara op het eind van 2010 de wielerploeg van Bjarne Riis zouden verlaten, bestempelde deze laatste nieuwkomer Nuyens als kopman voor de kasseiklassiekers. In maart 2011 knoopte Nuyens weer met de overwinning aan, met een zege in Dwars door Vlaanderen. Later dat voorjaar won Nuyens zijn mooiste van zijn carrière: in een spurt met drie klopte hij dé twee smaakmakers van de dag, Sylvain Chavanel en de winnaar van de voorgaande editie, Fabian Cancellara, in de Ronde van Vlaanderen. Na deze overwinning noemde Nuyens zijn carrière geslaagd.
Op 4 maart 2012 viel Nuyens tijdens de proloog van Parijs-Nice. Hij bezeerde zich ernstig aan zijn rechterheup die, na eerder geruststellend bericht, gebroken bleek te zijn. Dientengevolge was hij niet paraat voor de voorjaarsklassiekers. Nadat in september de pijn aan de heup weer opspeelde, werd vastgesteld dat het letsel onvoldoende hersteld was. Een operatie volgde, hetgeen het einde betekende van zijn seizoen, waarin hij geen overwinning kon noteren. Na dit rampjaar tekende Nuyens een contract bij Team Garmin-Sharp, waar hij zijn landgenoten Sébastien Rosseler en Johan Vansummeren terugzag.
Na twee jaar tevergeefs te hebben geprobeerd op niveau terug te komen, met telkens nieuwe fysieke tegenslag, besloot Nuyens ten slotte na het seizoen 2014 zijn actieve wielercarrière te beëindigen.

## Later leven
Op 10 juli 2015 vertelde hij in het VRT-programma Vive le vélo dat hij inmiddels, zowel figuurlijk als letterlijk, de buik vol had van het gezwoeg op de fiets. Op de vraag welke wedstrijd op zijn palmares ontbrak, antwoordde hij: "Nokere Koerse".
In 2017 werd hij sportief manager van Veranda's Willems-Crelan, een ploeg die hij kocht samen met Chris Compagnie.

## Belangrijkste overwinningen
2002
 Belgisch kampioen op de weg, Beloften
Ronde van Vlaanderen U23
2003
Nationale Sluitingsprijs
2004
3e etappe Ster Elektrotoer
Eindklassement Ster Elektrotoer
Parijs-Brussel
GP van Wallonië
GP Prato
2005
Omloop Het Volk
1e en 5e etappe Ronde van Groot-Brittannië
Eindklassement Ronde van Groot-Brittannië
GP van Wallonië
Heusden Koers
2006
Kuurne-Brussel-Kuurne
3e etappe Ronde van Zwitserland
2007
3e etappe Ster van Bessèges
Eindklassement Ster van Bessèges
1e etappe ENECO Tour
2009
GP van Wallonië
Omloop Mandel-Leie-Schelde
2010
5e etappe Ronde van Oostenrijk
2011
Dwars door Vlaanderen
Ronde van Vlaanderen

## Resultaten in voornaamste wedstrijden
| Jaar | Ronde van Italië | Ronde van Frankrijk | Ronde van Spanje |
| ---- | ---------------- | ------------------- | ---------------- |
| 2003 |                  |                     |                  |
| 2004 |                  |                     |                  |
| 2005 | opgave           |                     |                  |
| 2006 |                  |                     |                  |
| 2007 |                  | opgave              |                  |
| 2008 | opgave           |                     | 78e              |
| 2009 |                  |                     |                  |
| 2010 |                  |                     | 125e             |
| 2011 |                  |                     | 161e             |
| 2012 |                  | 121e                |                  |
| 2013 |                  |                     | opgave           |
| 2014 |                  |                     |                  |

| Jaar | Milaan-San Remo | Gent-Wevelgem | Ronde van Vlaanderen | Parijs-Roubaix | Amstel Gold Race | Luik-Bast.‑Luik | Ronde van Lombardije | Parijs-Brussel | Parijs-Tours | Dwars door Vlaanderen |  | WK op de weg |  | Wereldranglijsten |
| ---- | --------------- | ------------- | -------------------- | -------------- | ---------------- | --------------- | -------------------- | -------------- | ------------ | --------------------- |  | ------------ |  | ----------------- |
| 2003 |                 |               |                      |                |                  |                 |                      |                | 85e          | 51e                   |  |              |  |                   |
| 2004 | 176e            |               |                      |                |                  | 129e            |                      | Goud           | opgave       |                       |  | 84e          |  |                   |
| 2005 | 163e            | 34e           | 21e                  | 40e            |                  |                 |                      | 25e            | 78e          | 6e                    |  | 26e          |  |                   |
| 2006 | 123e            | 23e           | 17e                  | 57e            |                  |                 |                      | 82e            | 29e          | 29e                   |  | 75e          |  | 91e (UPT)         |
| 2007 | 44e             | 23e           | 7e                   | opgave         | 121e             |                 |                      |                |              | 14e                   |  |              |  | 89e (UPT)         |
| 2008 | 20e             |               | ↑                    | 21e            |                  |                 |                      |                | 24e          | 10e                   |  | 9e           |  | 31e (UPT)         |
| 2009 | 32e             |               | 15e                  |                | 8e               |                 |                      | 78e            | 18e          | 16e                   |  | 63e          |  | 158e (UWK)        |
| 2010 | 61e             |               | opgave               |                | 26e              |                 |                      |                | 155e         | 12e                   |  |              |  |                   |
| 2011 | 70e             | 39e           | ↑                    |                | 27e              | opgave          | 61e                  |                |              | ↑                     |  | 48e          |  | 44e (UWT)         |
| 2012 |                 |               |                      |                |                  |                 |                      |                |              |                       |  |              |  | 224e (UWT)        |
| 2013 |                 |               |                      |                |                  |                 |                      |                |              |                       |  |              |  |                   |
| 2014 |                 | 116e          |                      |                |                  |                 |                      |                |              | 44e                   |  |              |  |                   |

## Vorige ploegen
- 2002 - Domo-Farm Frites (stagiair)
- 2003 - Quick Step
- 2004 - Quick Step
- 2005 - Quick Step
- 2006 - Quick Step
- 2007 - Cofidis
- 2008 - Cofidis
- 2009 - Rabobank
- 2010 - Rabobank
- 2011 - Saxo Bank-Sungard
- 2012 - Team Saxo Bank
- 2013 - Team Garmin-Sharp
- 2014 - Garmin Sharp

## Privéleven
Nuyens was gehuwd met oud-wielrenster Evy Van Damme, met wie hij drie zoontjes heeft. Eind november 2014 trouwde hij opnieuw.

## Trivia
- Nuyens bracht zijn jeugd door in Bevel, een deelgemeente van Nijlen.
- Hij behaalde het diploma Communicatiewetenschappen aan de KU Leuven.
- Eind februari 2008 werd er onder ruime mediabelangstelling het boek Nick Nuyens in het nieuw - een jaar met de Bom van Bevel officieel voorgesteld. Het boek schreef hij samen met wielerjournalist Michel Wuyts en erin komen onder andere zijn ervaringen in het eerste jaar als kopman bij Cofidis uitgebreid aan bod.
- Sinds 2016 is Nick Nuyens de man achter de Napoleon Games Cycling Cup, een initiatief van Pro Cycling Events. Een regelmatigheidscriterium bestaande uit tien Belgische wielerwedstrijden voor elite-renners. De wedstrijden worden uitgezonden door VTM.[12]